# Theodor-Schäfer-Berufsbildungswerk
Das Theodor-Schäfer-Berufsbildungswerk ist ein Berufsbildungswerk in Husum für etwa 1000 Auszubildende mit etwa 400 Mitarbeitern (Stand 2017). Es wurde am 15. November 1965 gegründet und trägt den Namen des deutschen Theologen Theodor Schäfer. Das Werksgelände entstand schrittweise auf dem ehemaligen Gelände eines Krankenhauses, einer Anlaufstelle für Kriegsversehrte sowie einer Behindertenwerkstatt. Träger ist das Diakonie-Hilfswerk Schleswig-Holstein (DHW) in der Gruppe Norddeutsche Gesellschaft für Diakonie (NGD) mit Sitz in Rendsburg.

## Behinderungen
Menschen mit folgenden Behinderungen können im TSBW eine Ausbildung absolvieren. Dabei wird auch Menschen mit Mehrfachbehinderungen die Möglichkeit gegeben, eine geeignete Ausbildung zu erhalten.
- Menschen mit Körperbehinderungen
- Menschen mit Sinnesbehinderungen
- Menschen mit psychischen Behinderungen
- Menschen mit Lernbehinderungen

## Ausbildung
Das TSBW bietet ein umfangreiches Paket an berufsvorbereitenden Bildungsmaßnahmen an.

Menschen, die sich im Berufsleben orientieren müssen oder sich ihrer Fähigkeiten unsicher sind, können verschiedene Praktika zur Berufsfindung und Arbeitserprobung in den Lehrwerkstätten machen.

Ein soziales Training für den Umgang mit anderen Lehrlingen und den Ausbildern sowie ein ergänzender Schulunterricht wird angeboten, um für den tatsächlichen Ausbildungsstart ein ähnliches Bildungsniveau zu erreichen.

### Ausbildungsberufe
Das TSBW bietet 70 Ausbildungsberufe in zwölf Berufsfeldern an (Stand: 2017). Die Ausbildungsdauer beträgt im Allgemeinen drei Jahre.
- Kaufmännische Ausbildung (5 Berufe)
- IT-Berufe (3 Berufe)
- Elektrotechnik (4 Berufe), Ausbildungsdauer 3,5 Jahre
- Metallverarbeitung (8 Berufe), Ausbildungsdauer ~3,5 Jahre
- KfZ-Berufe (4 Berufe)
- Gastronomie (8 Berufe)
- Gebäudereiniger (1 Beruf)
- Gartenbau (2 Berufe)
- Holz- und Kunststoffverarbeitung (3 Berufe)
- Malerei (2 Berufe)
- Raumausstattung und Textiltechnik (4 Berufe)
- Technischer Produktdesigner (1 Beruf)

### Umschulung
Im TSBW Husum werden auch Umschulungen von jungen Erwachsenen durchgeführt, die durch Unfall oder Krankheit ihren bisherigen Beruf nicht mehr ausüben können. Diesen Menschen stehen auch Möglichkeiten zur Berufsfindung, -schulung und -qualifizierung offen. TSBW-Außenstellen in diesem Bereich sind das Norddeutsche Reha-Beratungszentrum Hamburg (Schwerpunkt Hörgeschädigte) und die Trainings- und Integrationszenter in Heide und Husum.

## Unterkunft und Betreuung

### Internate
Auf dem Gelände sind sechs Internatsbereiche, die eine ständige (auch medizinisch/therapeutische) Betreuung ermöglichen. Die Internate sind in Ein- und Zweibettzimmer aufgeteilt. Im Stadtbereich sind weitere Wohnungen vorhanden. Für jede Behinderungsart und Entwicklungsreife ist damit ein geeignetes Umfeld vorhanden.

### Seelsorge
Im Sinne einer diakonischen Einrichtung ist im TSBW ständig ein Pastor als Ansprechpartner der Heranwachsenden anwesend. Auch Gottesdienste und Andachten sind Aufgabe dieses Pastors.

### Freizeit
Ein Freizeithaus hat eine eigene Terrassenanlage, ein Feld mit Korbnetzen für Korbballspiele, eigene Tennisfelder, sowie ein Fußballfeld mit Toren. Das Haus bietet auch Aktivitäten wie Diskoabende, Konzerte und Theater sowie eine Cafeteria.

### Ärztlicher Dienst
Das TSBW unterhält einen Stab an festangestellten Ärzten. Dieser Stab umfasst sowohl Hausärzte als auch spezialisierteres Personal, wie z. B. Diabetologen und Hals-Nasen-Ohren-Ärzte. Des Weiteren gibt es auch einen Stab an fest angestellten Psychologen, deren Besuch für die Teilnehmer angeboten wird.

## Chronik
| 1945–1948     | 1945 zogen drei Schwerversehrte und drei Leichtversehrte dauerhaft in die ehemaligen Husumer Reichsbaracken ein. Die sechs versehrten Kriegsheimkehrer stellten einfache kleine Gegenstände her, um mit dem Verkauf zum alltäglichen Bedarf beisteuern zu können. Kurz nach dem Zweiten Weltkrieg entstanden im Jahr 1946 in Flensburg-Mürwik zudem die Mürwiker Versehrtenwerkstätten des Gemeinnützigen Vereins Versehrtenwerk Schleswig-Holstein e. V. Als Selbsthilfeorganisation für die Kriegsversehrten wurde anschließend am 15. November 1948 ein Husumer Versehrtenwerk gegründet, das dem Gemeinnützigen Verein Versehrtenwerk Schleswig-Holstein e. V. angeschlossen war. Gefördert wurde das Husumer Versehrtenwerk durch die Propstei Husum-Bredstedt. Ziel des Versehrtenwerkes war die Wiedereingliederung der Kriegsversehrten durch Umschulung und Ausbildung in den Handwerksberufen Schneider, Sattler, Polsterer, Schuhmacher und Tischler. |
| 1949          | Das Versehrtenwerk wurde Einrichtung der inneren Propstei Husum-Bredstedt für die Umschulung und Ausbildung von Kriegsversehrten. Dadurch wurde die Finanzierung sichergestellt. |
| 1950          | Mit Hilfe der Evangelischen Landeskirche und des Landes Schleswig-Holstein konnte sich das Werk nach wenigen Jahren so erweitern, dass ab 1950 abschnittsweise ein großer Komplex mit mehreren Werkstätten entstand. |
| 1951          | Das Versehrtenwerk hatte seine Tätigkeit seit dem 23. November offiziell auf die Schulung von Unfallverletzten und Körperbehinderten erweitert. |
| 1. April 1952 | In enger Zusammenarbeit mit den Schulungswerkstätten Versehrtenwerk, aber als eine besondere Einrichtung der Inneren Mission der Propstei Husum-Bredstedt, wurde ein Lehrlingswohnheim eröffnet. Dieses wurde errichtet, um allen Gruppen von Lehrlingen, versehrte, körperbehinderte, vertriebene und einheimische Lehrlinge, die in der weiteren Umgebung der Stadt wohnhaft waren und dort keine Ausbildungsmöglichkeit hatten, eine Wohnstatt zu bieten, wenn sie in Husum einer Ausbildung nachgingen. |
| 1958          | Aufnahme der Ausbildung im Metallbereich in den neugeschaffenen Räumen der Schulungswerkstätten. |
| 1959          | Das Versehrtenwerk und das Lehrlingswohnheim, unter bisheriger Trägerschaft des Kirchenkreises Husum-Bredstedt, wurden als Sondervermögen offiziell an die Evangelisch-Lutherische Landeskirche Schleswig-Holstein übertragen. |
| 1961          | Das Lehrlingswohnheim wurde erweitert. Das Versehrtenwerk erhielt weitere Werkstätten. |
| 1965          | Am 1. April wurden beide Einrichtungen verbunden, am 15. November wurde der offizielle Name Theodor-Schäfer-Berufsbildungswerk bekanntgegeben. |
| 1966          | Es wurden erstmals auch behinderte Mädchen aufgenommen. Mit vier schwerhörigen Mädchen wurde in der alten Schuhmacherwerkstatt die Bauzeichnerausbildung begonnen. |
| 1967          | Bau einer Schlosserei, Beginn der Mechanikerausbildung, Durchführung von Berufsfindungsmaßnahmen. |
| 1968          | Ein Anwesen im Stadtbereich Husum wurde als Außeninternat angemietet. |
| 1969          | Im Erdgeschoss dieses Internats wurde eine weitere Werkstatt für Behinderte eingerichtet. Ausbau des TSBW als Reha-Einrichtung. |
| 1972          | Aufnahme der Ausbildungen in Elektrotechnik, Feinmechanik, Näher,-innen und Raumausstatter,-innen. Eigener ärztlicher und psychologischer Dienst und eigene Berufsfindung. In diesem Jahr fand erstmals ein "Tag der offenen Tür" statt, der seitdem nur durch die Covid-19-Pandemie unterbrochen jährlich durchgeführt wird. |
| 1973          | Beginn des Förderungslehrgangs für noch nicht „berufsreife“ Jugendliche. Pachtung weiterer Außenwohnstellen. |
| 1975          | Die Werkstatt für Behinderte wurde als eigenes Unternehmen vom TSBW unabhängig, angegliedert an die schon bestehende Husumer Werkstatt für Behinderte. |
| 1988          | Fertigstellung weiterer Modernisierungsmaßnahmen (Blockheizkraftwerk, Elektrotechnik u. a.) |
| 1991          | Die Behindertenwerkstatt O.N.P.LI. in Montevideo/Uruguay erhält den Namen Escuela Theodor Schäfer. |
| 2003          | Fertigstellung der Umbau- und Modernisierungsmaßnahmen Internat III. mit Plätzen für schwer- und schwerstkörperbehinderte Menschen und Wohnungen für Umweltkranke. |
| 2005          | Aufstellung eines 68 Meter hohen Übungsturmes für angehende Servicetechniker für Windkraftanlagen (Abriss 2017) |